# Łodziska
Łodziska – wieś sołecka w Polsce położona w województwie mazowieckim, w powiecie ostrołęckim, w gminie Lelis. Leży nad Piasecznicą dopływem Omulwi.

## Historia
Nazwa Łodziska pochodzi od słowa „łodzie”, którymi mieszkańcy sąsiedniej wsi Dylewo przemieszczali się do pól uprawnych przez rozlewiska rzeki Piasecznicy. Dziś koryto rzeki jest uregulowane, a tereny osuszone. Wieś położona w pobliżu lasu. W latach 1921–1939 wieś leżała w województwie białostockim, w powiecie ostrołęckim, w gminie Dylewo, a od 1931 w gminie Durlasy.

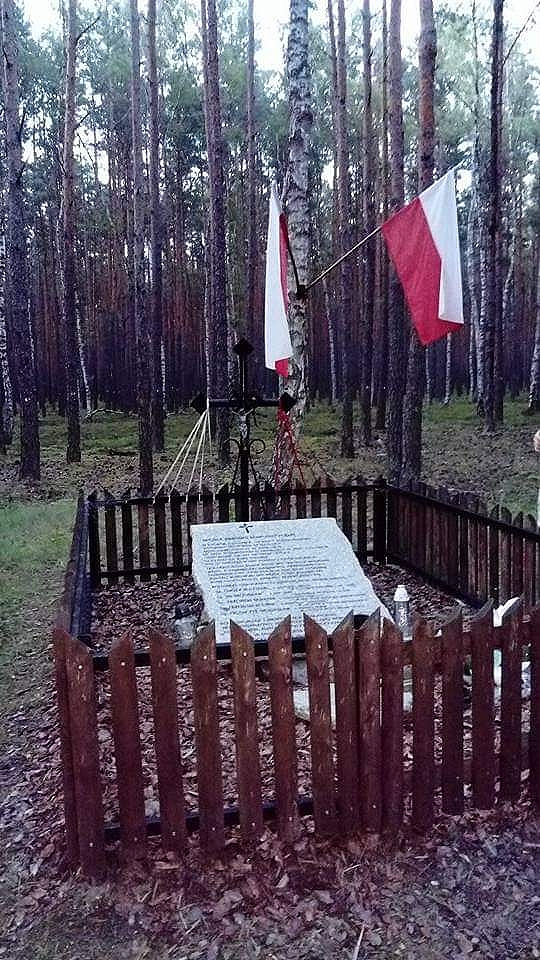
Pomnik na miejscu rozstrzelania żołnierzy podziemia antykomunistycznego

Według Powszechnego Spisu Ludności z 1921 roku wieś zamieszkiwało 158 osób w 27 budynkach mieszkalnych. Miejscowość należała do parafii rzymskokatolickiej w m. Kadzidło. Podlegała pod Sąd Grodzki w Myszyńcu i Okręgowy w Łomży; właściwy urząd pocztowy mieścił się w m. Kadzidło.
W wyniku agresji niemieckiej we wrześniu 1939 wieś znalazła się pod okupacją niemiecką. Od 1939 do wyzwolenia w 1945 włączona w skład Landkreis Scharfenwiese, rejencji ciechanowskiej Prus Wschodnich III Rzeszy.
W latach 1975–1998 miejscowość administracyjnie należała do województwa ostrołęckiego.
Wierni kościoła rzymskokatolickiego należą do parafii Najświętszej Maryi Panny Ostrobramskiej Matki Miłosierdzia w Dylewie.